# Új királyi palota (Prága)

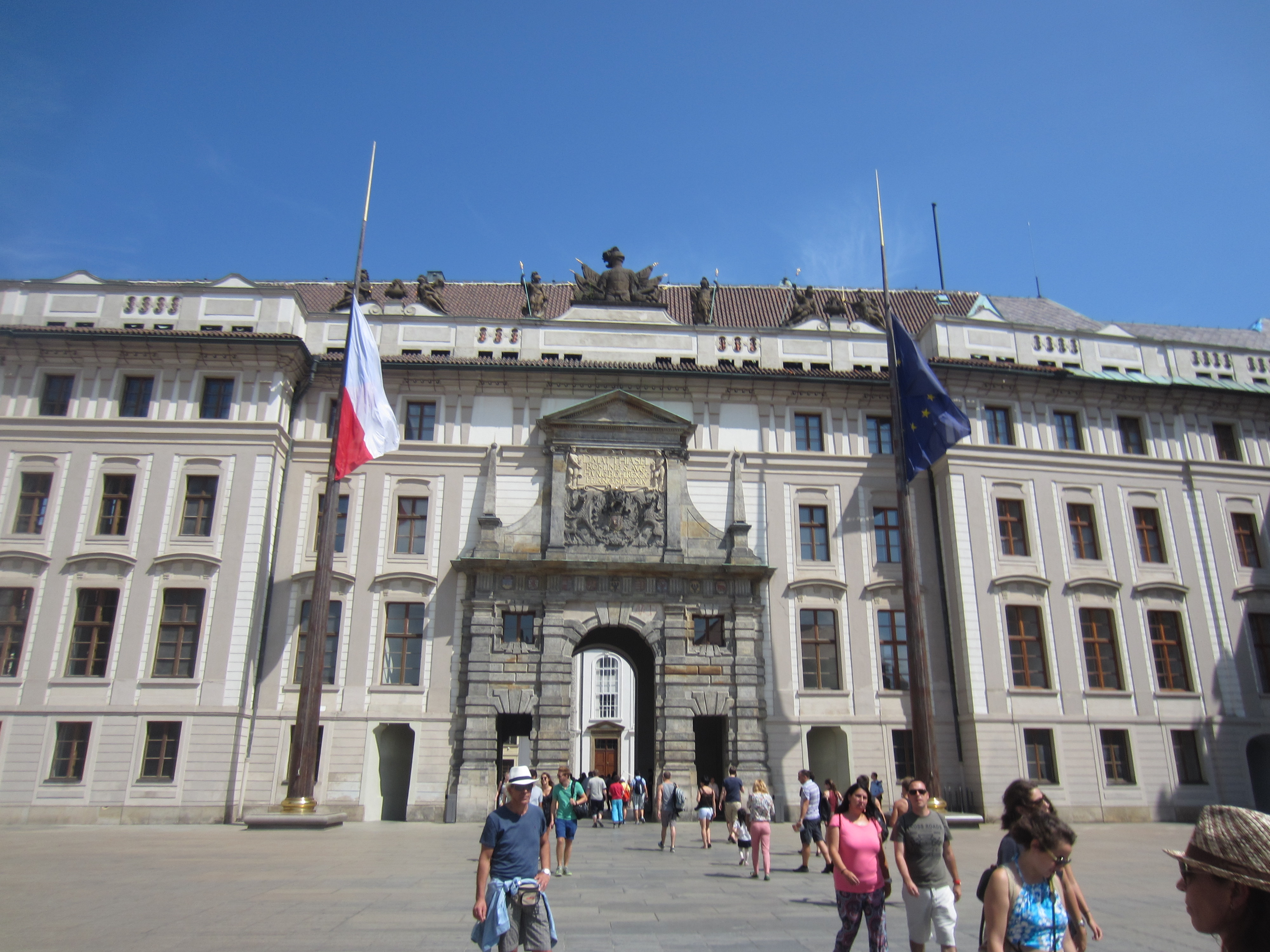
A Mátyás-kapu a cseh és az uniós lobogóval

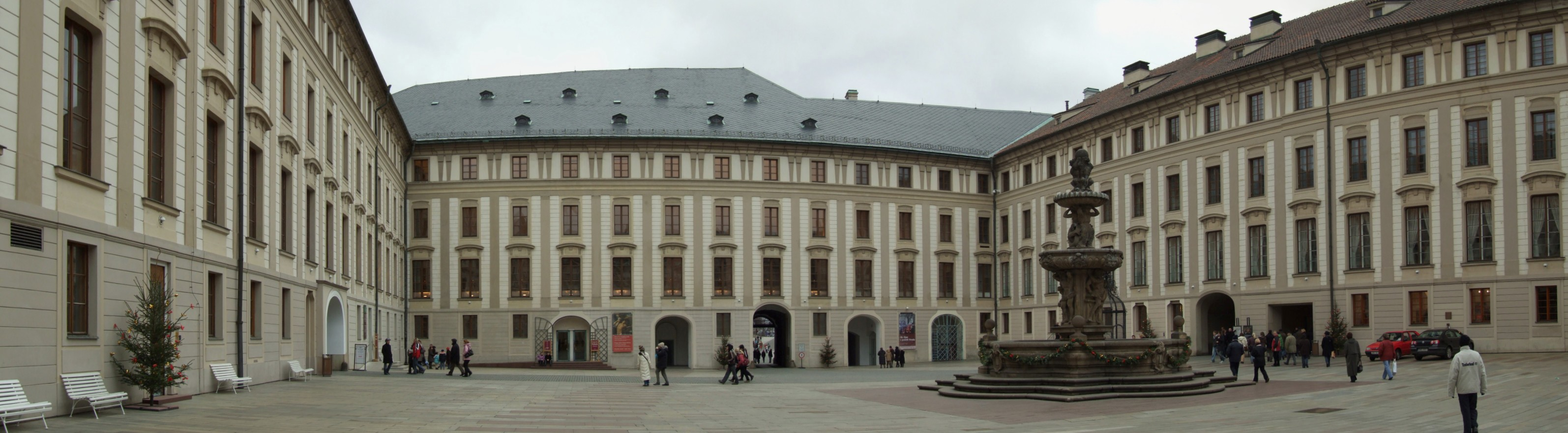
A második udvar

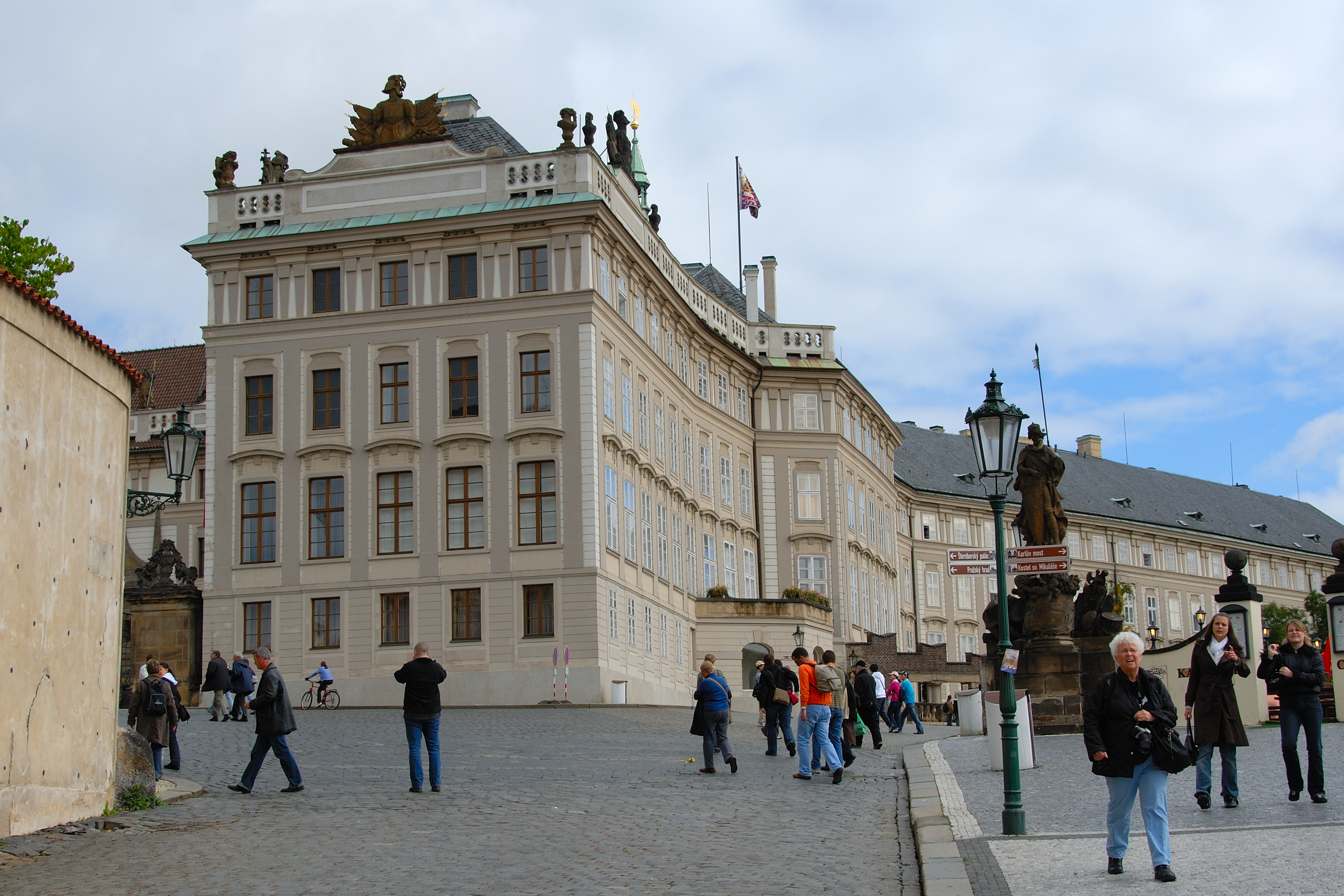
A palota déli szárnya és az új várlépcső

Az Új királyi palota (Nový královský palác) a prágai vár nyugati szélén álló hatalmas épületegyüttes. Ha a várat a Hradzsin felől közelítjük meg, elsőként ez ötlik szemünkbe. Itt nyílik a vár főbejárata, a Mátyás-kapu. A palotában volt, illetve van a 16. század utolsó harmada óta az államfő (a király, majd a köztársasági elnök; a német megszállás alatt a helytartó) rezidenciája és hivatala.

## Története
Az épületegyüttest több korábbi épület összedolgozásával, felhasználásával alakították ki 1564–1616 között, tehát II. Miksa trónra lépése után kezdték, II. Rudolf alatt folytatták, és Mátyás idején fejezték be. A vár teljes nyugati részét Bonifaz Wohlmuth, Giovanni Gargioli és Giovanni Maria Filippi tervei alapján  alakították át.
Az első és a második udvart elválasztó főépületét III. Ferdinánd utasítására Giuseppe Mattei alakította ki a császár nyári palotájából. Ezután Mária Terézia utasítására, Niccolò Pacassi tervei alapján is átépítették 1753–1775 között. Ekkor kapta egységes arculatát a Pacassi munkásságára jellemző barokk stílusban.
Az államfő rezidenciájaként szerepe II. Ferdinánd trónra lépése után formálissá vált; a legtöbb Habsburg uralkodó jóformán csak koronázására látogatott el Prágába. Az első csehszlovák köztársaság kikiáltása után, hogy immár ténylegesen ide költözött az államfő és hivatala, Tomáš Garrigue Masaryk köztársasági elnök részlegesen átépíttette Jože Plečnik szlovén építésszel. Ennek részeként a déli szárny jó részét 1936-ban a köztársasági elnök vendégeinek szálláshelyévé építették át. Az 1950–1960-as évek fordulóján Otto Rothmayer tervei alapján tették a főépületet még a korábbinál is reprezentatívabbá.

## Részei

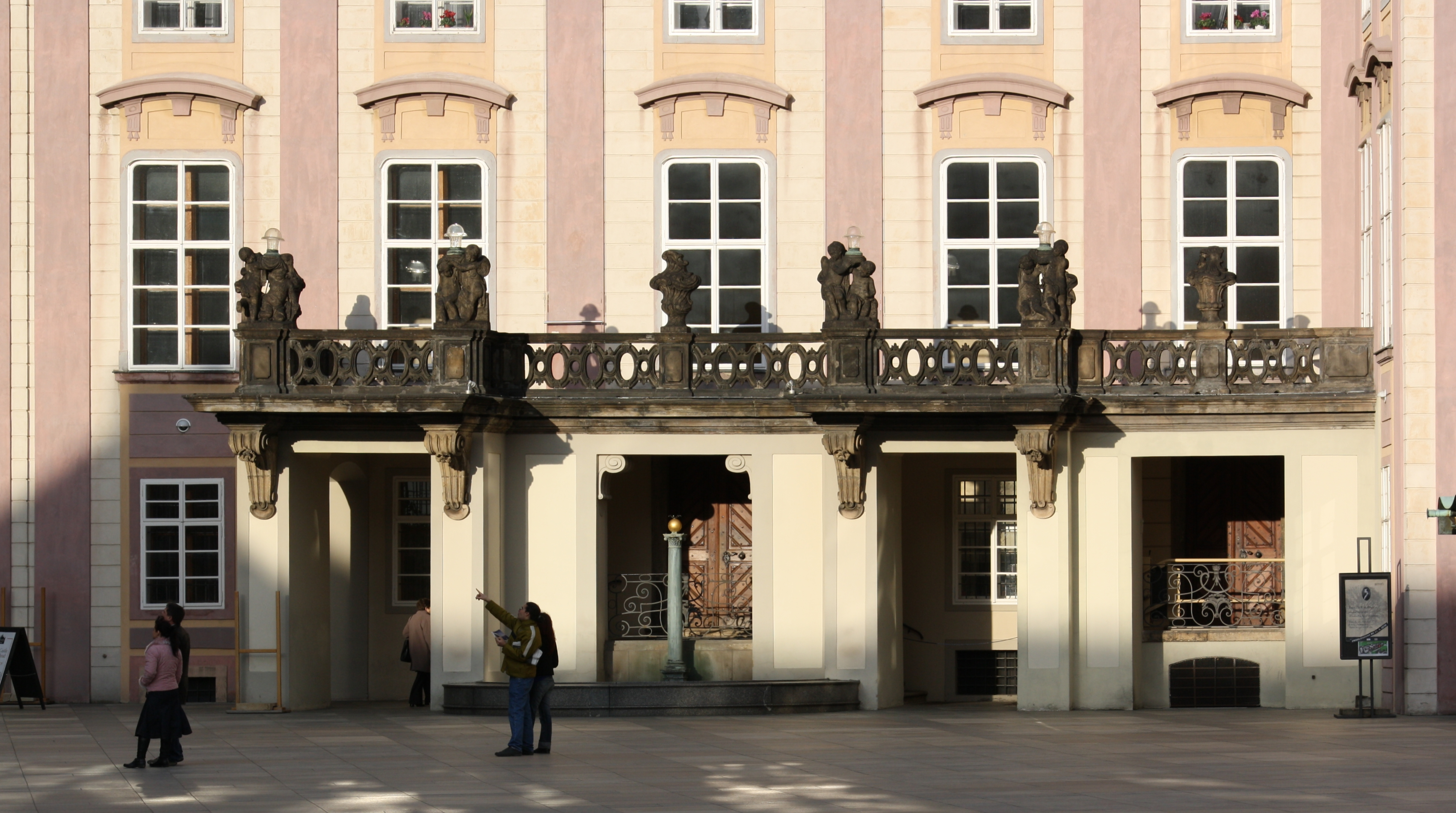
Az elnöki palota bejárata a vár harmadik udvaráról

A palota a vár első udvarát kelet felől U alakban ölelő, második udvarát keretező épületszárnyak együttese. A két udvart egymástól a palota főépülete (bejárati traktus, (csehül: Vstupní křídlo) választja el; ennek déli végében a déli szárny (csehül: Jižní křídlo) folyamatosan, bár a domborzathoz és az egykori, bedolgozott épületekhez illeszkedő tört vonalban húzódik, és határolja mind az első, mind a második udvart, majd azon is túlnyúlva a harmadik udvart is egészen a régi királyi palotáig — a harmadik udvarba átnyúló része az elnöki palota. A második udvart északról határoló északi szárny (csehül: Severní křídlo) hagyományosan és a déli szárnyhoz hasonlóan a főépület (északi) végéből indul, de kelet (azaz a Hradzsin) felé nem folytatódik. Helyette a főépület közepén indul egy szárnyépület kelet felé; ezt a főépület részeként tárgyaljuk. Ez választja el az időnként negyedik udvarnak is nevezett (és tőle északra kialakított) Bástyakertet (csehül: Zahrada na Baště) az első udvartól, azaz a Hradzsin-tér keleti folytatásától; a sajátos képzavarral „középső szárnynak” (csehül: Střední křídlo) nevezett hátsó traktus pedig a második udvart választja el a harmadiktól.
Az egyes épületek nevezetesebb részei:

### Főépület

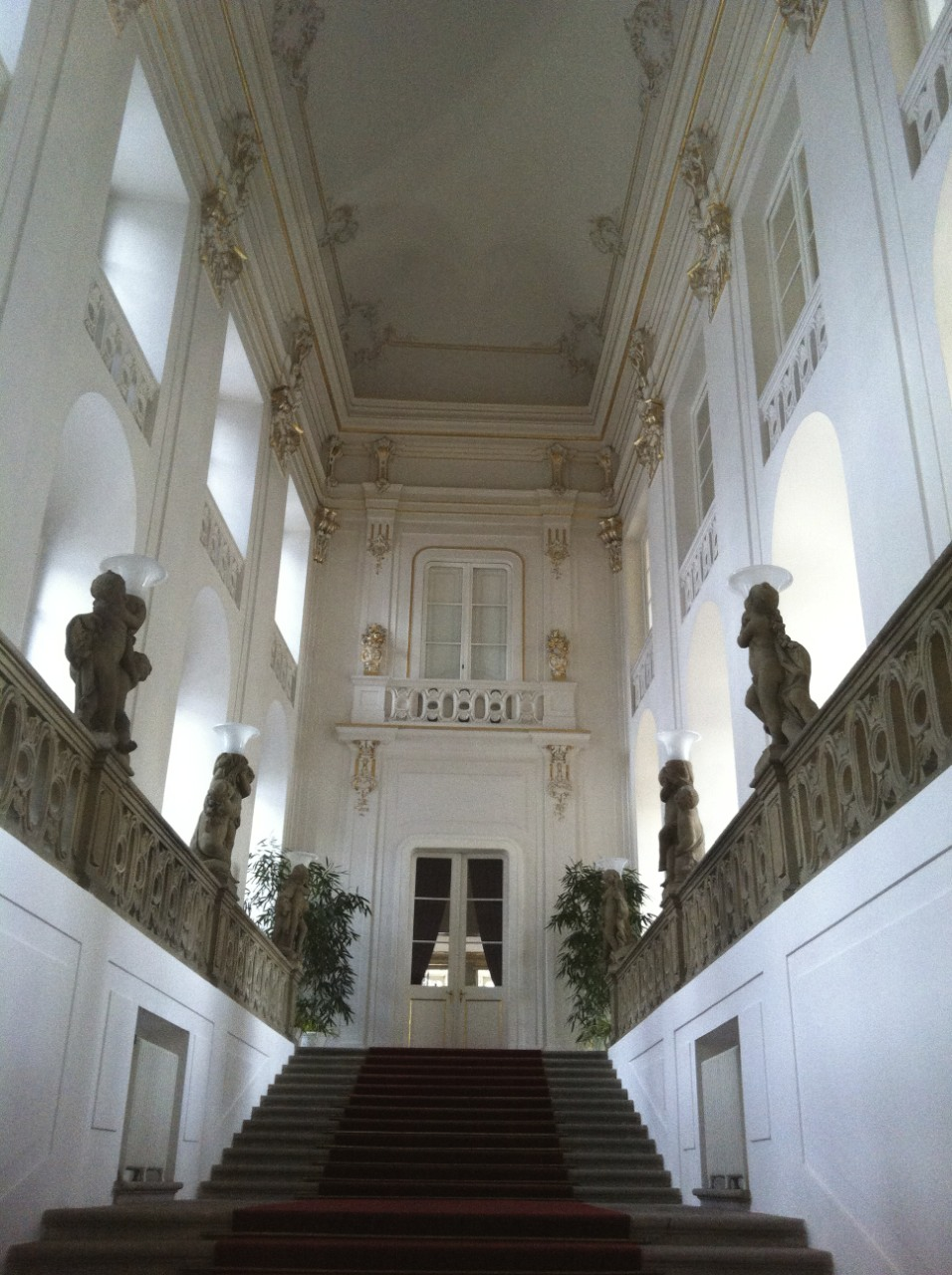
A Pacassi-lépcső

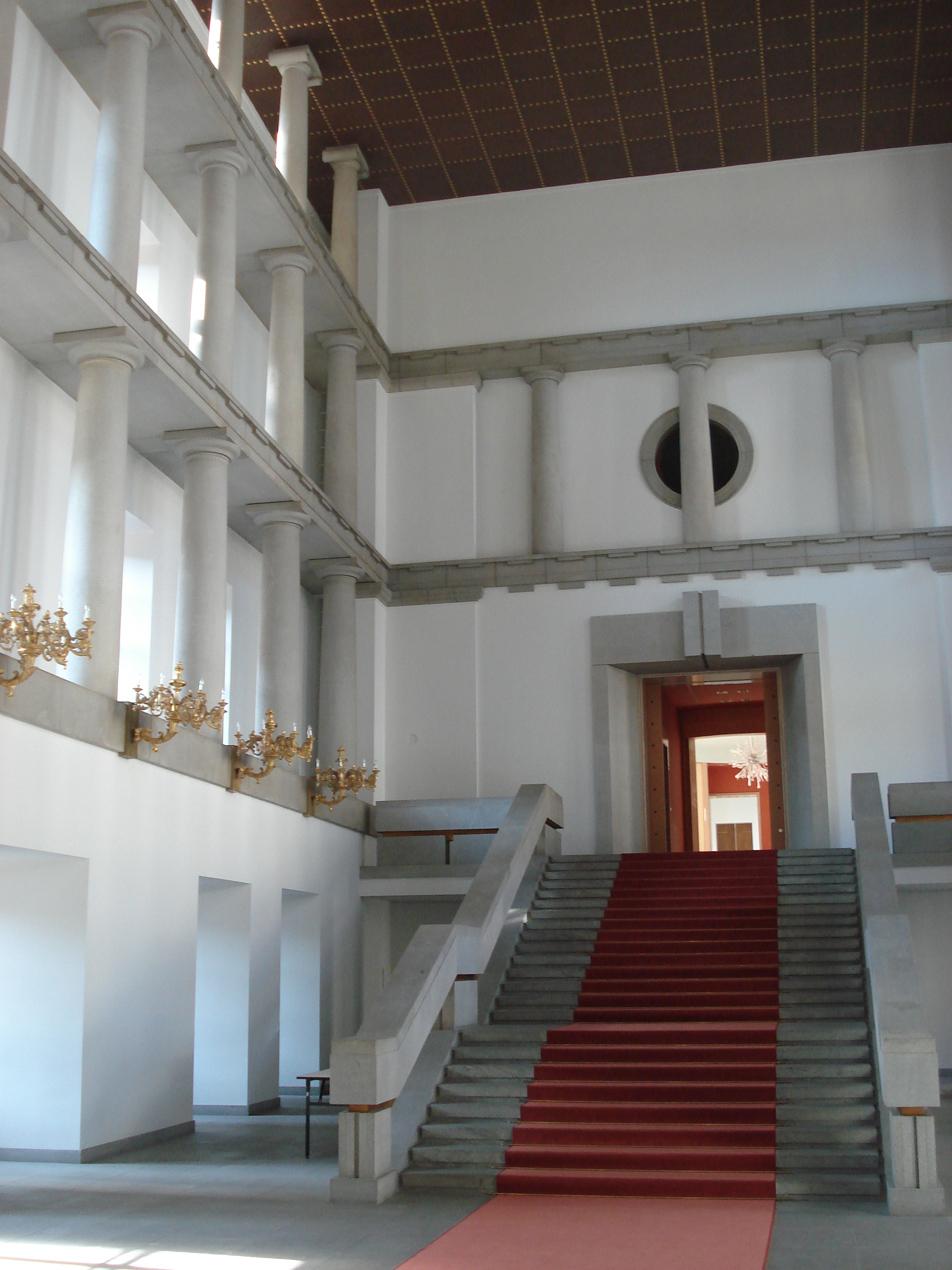
A Plečnik-oszlopcsarnok

A főépületnek az Első udvarra néző homlokzatát katonai jelvények, illetve címerek domborművei díszítik; ezeket Ignaz Franz Platzer készítette (Szombathy, 1971).
Az első udvarból a másodikba átvezető Mátyás-kapu (csehül: Matyášova brána) valójában a főépület földszintjén átvezető alagút, aminek eredetijét még II. Mátyás építtette 1614-ben; akkor ez volt a vár főkapuja. Valószínűleg Vincenzo Scamozzi tervezte; ez volt a vár első barokk létesítménye és ez a Csehországban fennmaradt legrégibb világi barokk építmény.
A kaputól (a bejárat felől nézve) balra volt az őrség fegyvertára és az udvarmester, a királyi gyűjtemények őrének lakása. A fegyvertár most is régi helyén van; a közelében rendezték be a köztársasági elnök reprezentációs és fogadótermeit, valamint egyes irodáit (Hrad I. nádvoří č. p. 1).
Az udvarmester lakásának helyén 1948 és 1956 között Otto Rothmayer építész alakított ki egy monumentális, a Spanyol teremhez vezető, oszlopos lépcsőházat (Rothmayar-csarnok, csehül: 'Rothmayerův sál'). A 40 m hosszú, 12,5 m széles teremben áll Tomáš Garrigue Masaryk szobra; ezt Jan Štursa faragta fehér márványból.
- A Pacassi-lépcsőnek (csehül: 'Pacassiho schodiště') nevezett díszlépcső a Mátyás-kaputól délre indul. Az 1753–1775 közötti átépítés részeként alakították ki; nevét az átalakítást tervező főépítészről kapta.
- Átellenben, a kaputól északra Jože Plečnik tervezett egy, az épület felső szintjéig érő, 12 m széles, 18,5 m hosszú[2] oszlopcsarnokot (csehül: Plečnikova Sloupová síň) — ezt 1927 és 1951 között építették meg. Az emeleteket elbontva hatalmas teret alakítottak ki rézlemezes mennyezettel és három, egymás fölött álló oszlopsorral.
- Ugyancsak Plečnik tervei alapján cserélték le a kapu előtt álló fenyőfa oszlopokat díszes zászlótartó oszlopokra.
- Az épület északi végében a Spanyol terem öltözőjét (csehül: 'Šatna Španělského sálu') 2002-ben Bořek Šípek tervei alapján építették át jelenlegi formájába.

Ez alatt az épület alatt tárták fel a régészek 1950-ben a vár legrégibb temploma, a Szűz Mária-templom (csehül: 'Kostel Panny Marie') maradványait. Amikor a Várgaléria megnyitására készülve, 1964-ben renoválták az épületet, annak földszintjét úgy alakították át, hogy a maradványok megtekinthetők legyenek. A templomból a hajó északi fele maradt meg a szentéllyel és az oltárasztallal, továbbá néhány sírlelet. A falazat alsó része 9., a felső 11. századi.

### Déli szárny

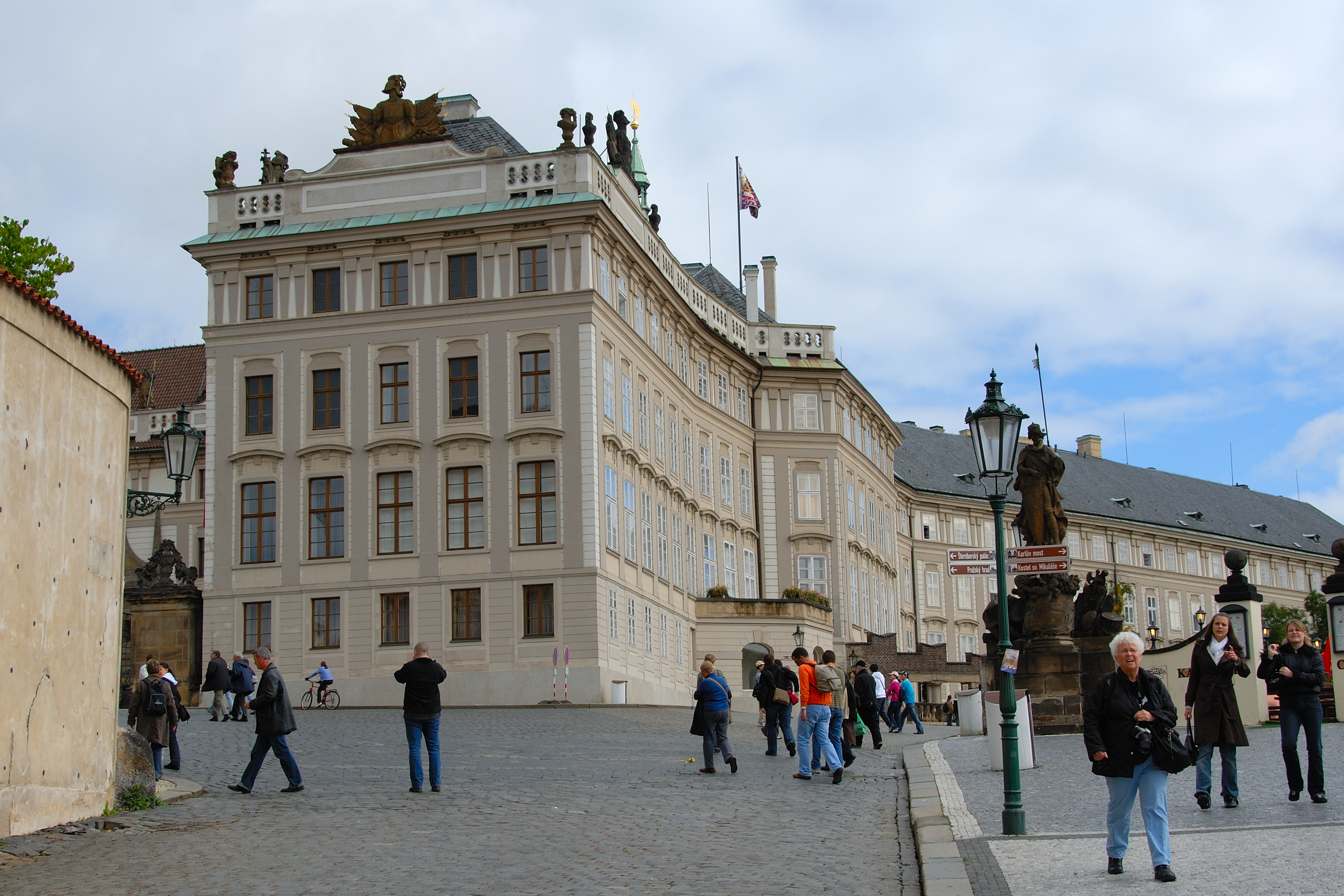
A palota déli szárnya nyugat felől

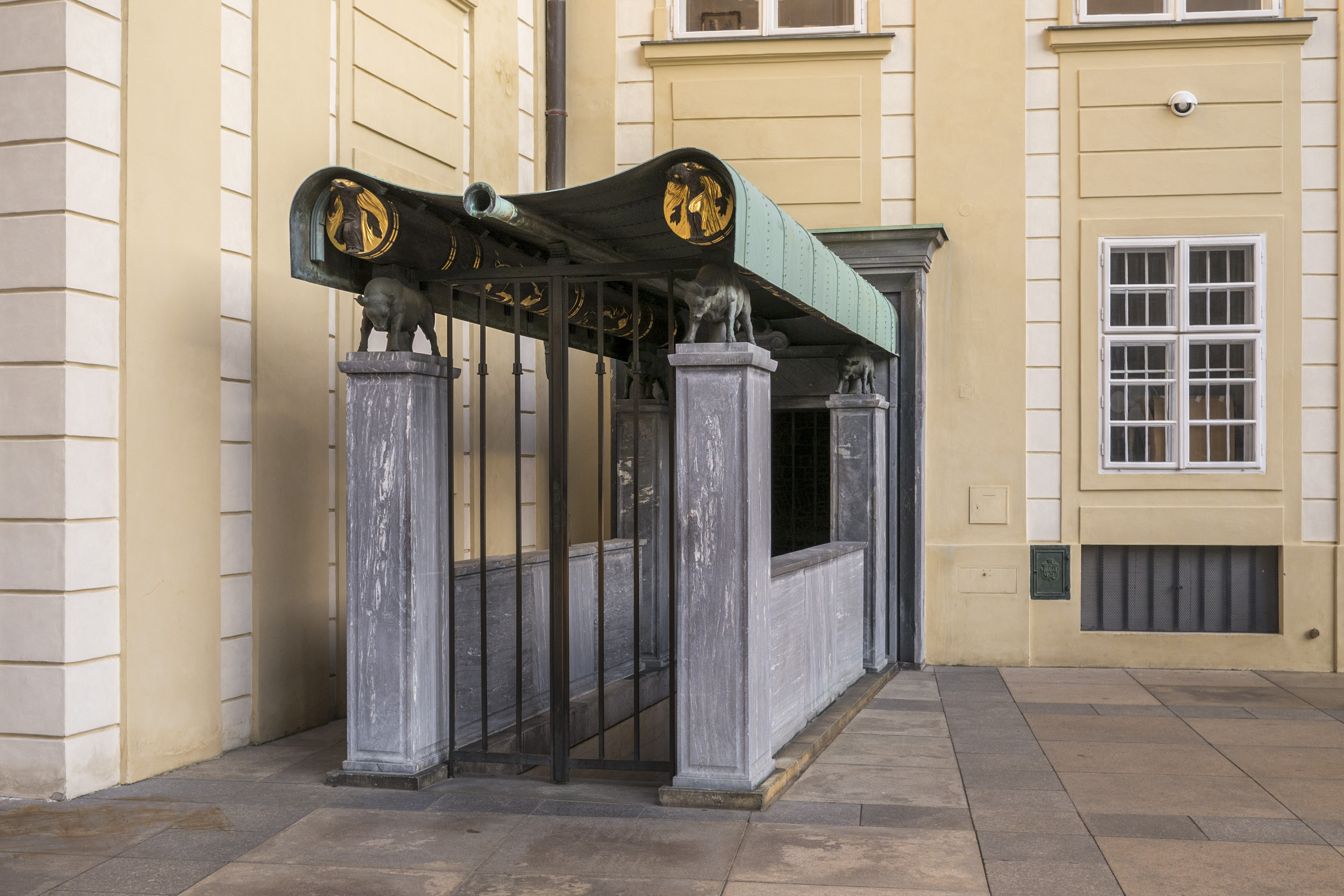
A Bika-lépcső

A szárnyépület földszintjén, az Új várlépcső felett Jože Plečnik tervei alapján egy sala terrena típusú kilátótermet alakítottak ki.
Az udvar déli oldalán a köztársasági elnök fogadótermei vannak; ezekhez díszes lépcső vezet a Mátyás-kapu átjárójából.
- A bejárati fogadótermet (csehül: Vstupní vítací salonek) a puttókat ábrázoló vászonképeiről időnként a gyermekek termének is nevezik. A tapétán Antonius és Kleopátra történetének jeleneteit örökítették meg.
- A trónterem (csehül: Trůnní sál) a legfontosabb állami események (miniszterelnökök, egyetemi tanárok kinevezése stb.) színhelye A termet három hatalmas csillár világítja be. A fehér, rokokó cserépkályhát arany berakások díszítik Padlóját értékes perzsaszőnyegek burkolják, a legnagyobb 10 m *5 m-es. Egy nagy falfestmény V. Ferdinánd (1836-os) koronázását ábrázolja.
- A Brožík-szalon (csehül: Brožíkův salon) onnan kapta nevét, hogy falait Václav Brožík festményei díszítik (Utószülött László delegációja Franciaországba látogat, Podjebrád Györgyöt cseh királlyá választják, Károly király megalapítja a prágai egyetemet — ez utóbbi kettő a későbbi nagy művek előtanulmánya).
- A 18. század végén kialakított Habsburg-szalont (csehül: Habsburský salon) Mária Terézia családtagjainak arcmásai díszítik.
- Az üvegszalon (csehül: Skleněný salonek) eredetileg a császár hálószobája volt. Fő nevezetessége az iszlám előírásait felrúgva ember- és állatfigurákkal díszített hatalmas perzsaszőnyeg.
- A kis szalon (csehül: Malý salonek (toaletní pokoj císařoven)) egykor a császárné öltözőszobája volt. A szent Pált ábrázoló festmény Petr Brandl munkája.
- A kandallós szalon (csehül: Salonek s krbem) eredetileg a hölgyek várószobája volt.
- A zeneszoba (csehül: Hudební salon) falát burkoló, 17. századi brüsszeli tapétát a kontinenseket (Ázsiát, Europát, Amerikát és Afrikát) szimbolizló női alakok díszítik.
- A tükörszoba (csehül: Zrcadlový salon)
- A mai társalgó (csehül: Společenský salon) volt egykor az ebédlő.
- A Janák-termet (csehül: Janákova hala) Pável Janák tervei alapján alakították ki. A tapéta fantáziaképei a 12 hónapot jelenítik meg.
- Az oktogon (csehül: Oktogon s osmibokým půdorysem) 1644-ben szent Vencel kápolnájának épült; nevét a budapesti térhez hasonlóan nyolcszög alaprajzáról kapta.
- Az öreg terem (csehül: Stará síň) kazettás famennyezetével és homokkő falaival a legkorábbi, itt állt épület maradványaként 1135 körül épült.
- Masaryk elnök könyvtárszobája (csehül:  Masarykova knihovna)
- Az elnök erkélye (csehül: Presidentský balkon)
- A Bika-lépcső (csehül: Býčí schodiště) a vár harmadik udvarából ereszkedik a déli szárny alagsori szintjére és onnan a Sánckerthez.[5] Jože Plečnik tervei alapján építették 1929–1931 között; nevét a szelemeneket tartó bikafigurákról kapta.

### Északi szárny
Az északi szárny földszintjén eredetileg I. Ferdinánd, később II. Rudolf istállója volt. 
Az emeleten I. Ferdinánd két nagy, neoreneszánsz dísztermet alakíttatott ki: a Spanyol termet és a valamivel kisebb mint feleakkora Német termet. Mindkettő falain nagy tükrök tagolják a márvány borítást, stukkódíszes mennyezeteikről gazdagon díszített csillárok lógnak. Mindkét teremben rendszeresen tartanak koncerteket, ünnepi rendezvényeket.

#### Istálló
A díszes istállót (császári stálló — csehül: Císařská konírna) Giovanni Gargioli és Horatio Fontana di Brussato tervezte. Az istállóban Spanyolországból hozott andalúziai lovakat tartottak. Ennek az egészen a 19. századig rendkívül divatos lófajtának II. Rudolf császár is nagy rajongója volt — olyannyira, hogy a kihallgatásokat is gyakran az istállóban tartotta. Jelenleg a Várgalériának ad otthont.

#### Oldalbejárat
A lovak kijjebb költöztetése után az épület közepén alagutat vezettek át a Szarvas-árkon átívelő Lőpor hídhoz; ez lett a vár máig használatos oldalbejárata (csehül: Klínová chodba). A Szarvas-árok túloldalán terülnek el a Királyi kertek.

#### Spanyol terem

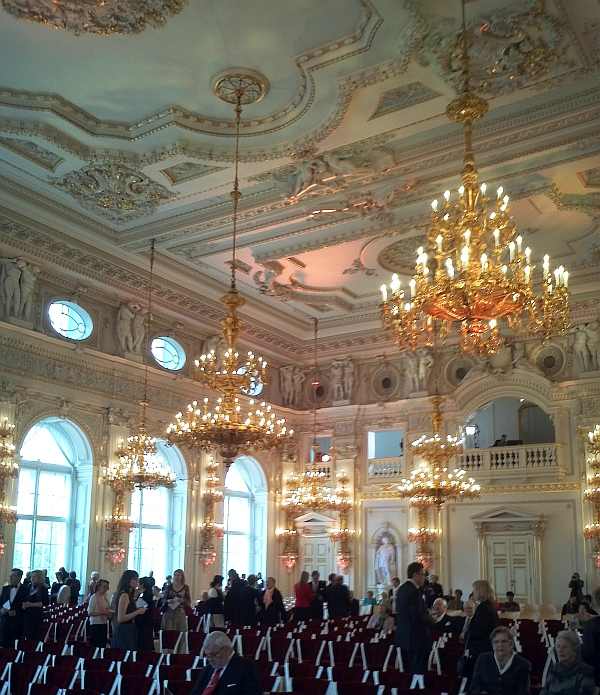
A Spanyol terem 2013. május 1-én a Berlini Filharmonikusok koncertje előtt

A 47 m hosszú, 24 m széles és 13 m magas, 1152 m² területű Spanyol terem (csehül: Španělský sál) Európa egyik legnagyobb terme. A. Valentin és Giovanni Gargioli tervei alapján építették (Szombathy, 1971). Nevét onnan kapta, hogy alatta, az istállóban Spanyolországból hozott lovakat tartottak. Díszterem jellegének megfelelően eredetileg sok szoborral és festménnyel díszítették; a sorozatos átépítések miatt mára csak a stukkódíszek némelyike eredeti. A terem közepén három oszlop tartotta a boltozatos, festett mennyezetet. Amikor II. Fülöp Prágába látogatott, és kitüntette Rudolfot a spanyol Aranygyapjas renddel, a kosbőr makettjét vakolatdíszként megformálták az egyik ablak alatt (feltehetően Giovanni Maria Filippi).
A műtárgyakat a sorozatos átépítések idején apránként elvitték. A barokk átalakítás építésze Kilian Ignaz Dientzenhofer volt 1748-1749-ben: többek között megemelte a  mennyezetet, megszüntette a boltozatokat és az oszlopokat.
1748-49-ben Pacassi is átépítette a termet. Megtartotta a kifinomult reneszánsz stukkópárkányokat, a mennyezetre pedig újakat rakatott Carlo Antonio Palliarival és a luganói Giovanni Antonio Oldellivel. Sajnos, az 1757-es porosz bombázás ezek jó részét megsemmisítette.
A 18. század második felében a csarnokot árkádos folyosóval vették körül, aminek következtében be kellett falazni ablakait; a helyükre Norbert Kryštof Saeckel csalóka kertképeket festett. V. Ferdinánd koronázására labdaházzá építették át. Ehhez új tölgyfa parkettát raktak le, Josef Navrátil világos tónusú festményekkel díszítette a mennyezetet és az új csillárok gyertyáinak fényét nyolc új, többrészes tükör verte vissza. 1868-ban, amikor itt akarták megtartani Ferenc József koronázási ünnepségét, Ferdinand Kirschner újította fel barokkos jelleggel. Ennek részeként felállították Paul De Vigne négy szobrát: a Tudomány, az Ipar, a kereskedelem és a Művészet allegóriáit. A császár végül politikai okokból nem koronáztatta magát cseh királlyá, ezért a ceremóniát nem tartották meg. Utoljára az első Csehszlovákia megalakulása után, 1922-ben alakították át nagyobb fogadásokhoz. A vár látogatói nem tekinthetik meg (csak az évenként kétszer, rendszerint májusban, illetve októberben tartott „nyílt napon” — a vár legnagyobb rendezvénytermeként főképp ünnepségeket és a köztársasági elnök nagyobb fogadásait rendezik itt, illetve időnként reprezentatív koncerteket tartanak.

#### Német terem
A 470 m²-es (47 m hosszú, 10 m széles) Német termet gyakran Rudolf képtárának (csehül: Rudolfova galerie)nevezik. II. Rudolf itt és a belőle nyíló szobákban állította ki műgyűjteményeit: a képeket, márványszobrokat, természettudományos kuriózumokat, iparművészeti alkotásokat és természetesen az órákat. A termet ezért manapság a leggyakrabban Rudolf-képtárnak nevezik (csehül: Rudolfova galerie). Ezt a termet is  Giovanni Gargioli tervezte; a kivitelező építész O. Aostalis volt. Rudolf halála után (1612-ben) a gyűjtemények javát Bécsbe szállították; a tárgyak többsége jelenleg a Hofburgban, illetve a Kunsthistorisches Museumban van. A maradékból sokat elraboltak a harmincéves háborúban, számos alkotást II. József árvereztetett el, sok műkincset pedig elajándékoztak az uralkodók. 1868-ban Christoph Dientzenhofer ezt a termet is felújította az általa kedvelt neobarokk stílusban; ekkor mintázták a mennyezet és a falak gazdag stukkódíszeit. Néhány tucat kép idővel visszakerült Prágába. Ezekhez társították a vár egyéb részein elhelyezett műveket, és ebből lett az itt, 1965-ben megnyitott Várgaléria alapja.

#### Árkádos folyosó
A folyosót a Mária Terézia-féle átalakítás részeként Niccolò Pacassi tervei alapján építették a Spanyol terem köré. Az 1950-es évek végén Otto Rothmayer átalakította. Érdekessége a két fekete ión oszlop.

### Hátsó traktus
- A széles folyosó (csehül: Široká chodba) eredetileg az a kiállítótér volt, ahol II. Rudolf fegyvergyűjteményét, valamint a díszes evőeszközöket és a különféle ritkaságokat mutatta be. A várat 1648-ban megszálló svéd csapatok a teljes kiállított anyagot ellopták. Falait tengeri csatákat ábrázoló festmények díszítik. A folyosóról nyínak az ún. új szalonok.
- A festett kazettás mennyezetű új szalonokat (csehül: Nové salony): Čermák-szalon, Navrátil-szalon, Purkyě-szalon, Chitussi-szalon, Mánes-szalon) Fragner építész tervei alapján alakították ki az 1960-as években
- Az új képtár (csehül: Nová galerie)
- A vár második udvarában, a hátsó traktus és a déli szárny sarkában áll a Szent Kereszt-kápolna (csehül: Kaple svatého Kříže).
- A régi Fehér torony (csehül: Bílá věž) a vár nyugati bővítése miatt fölöslegessé vált, ezért elbontották; a bővítés előtt ez volt a vár nyugati kaputornya.
- Hasonképpen elbontották a matematikus toronynak (csehül: Matematická věž) is nevezett püspöki tornyot.
- A köztársasági elnök irodája (csehül: Kancelář prezidenta republiky)

## Várgaléria
A Várgaléria (csehül: Obrazárna Pražského hradu) II. Rudolf szerencsétlen sorsú gyűjteményének utóda, amit az északi szárnyban, az egykori istállók helyén és a palota főépületének északi részén (a Szűz Mária-templom maradványaiban és a környező helyiségekben) rendeztek be.
Rudolf, aki egyrészt szerette volna gyűjteményeit méltó módon elhelyezni, másrészt a jelentősebb darabokat megtekinthetően kiállítani, Prágába hívta kedvelt építészét, Giovanni Gargiolit, és amint 1585-ben megérkezett, megbízta őt az úgynevezett Hosszú épület (más néven Folyosós épület) tervezésével. A közel száz méter hosszú, eredetileg Spanyol terem-képtárnak, jelenleg Rudolf képtárának nevezett épület, ami a Pacassi-féle átalakítás óta a főépület északi része, 1598-ban készült el.
Földszintjének egyik szobájában eredetileg lószerszámokat tároltak, az első emelet egyik szobáját műteremnek rendezték be, és a harmadik emeleten volt a képtár. A szoborgyűjteményt az Új teremben állították ki (ezt hívták Új spanyol teremnek is); ezt 1601-ben kezdték építeni és 1606-ban fejezték be. A műtárgyakat 1600-ban kezdték átköltöztetni az addig elkészült helyiségekbe. Természetesnek tűnt, hogy a régi lószerszámos szobába kerüljenek a díszes nyergek és egyéb lovas kellékek, a műteremben helyezték el a szekrényeket és ládákat, a vitrinekben és az asztalokon pedig kisplasztikákat, kisebb festményeket, rajzokat és metszeteket, ókori műtárgyakat és iparművészeti alkotásokat, érméket állítottak ki. Gazdag volt a néprajzi, valamint az állat- és növénygyűjtemény, számos tárggyal képviseltették magukat a keleti művészetek, a tudományos műszerek és volt még sok egyéb, a gyűjtők érdeklődése érdemes tárgy. A festmények a második emeleti Hosszú folyosó és a Spanyol terem falain lógtak. a kb. 3000 műtárgy többsége itáliai, német és holland mesterek munkája volt (kortársaké és elődöké egyaránt). A gyűjtemény nem csekély részét a Rudolf által foglalkoztatott festők és szobrászok munkái tették ki.
Rudolf halála után utóda, Mátyás a gyűjtemény egy nagyobb részét titokban átszállíttatta Bécsbe. Egy másik részét Bajor Miksa szerezte meg a fehérhegyi csata után, egy harmadik részét a Prágát 1630-ban megszálló szász katonák rabolták el. Mindazt, amit Miseroni, a gyűjtemény gondnoka nem tudott biztonságos helyre elrejteni, a Prágát 1648-ban elfoglaló svéd csapatok vitték magukkal a művészeteket kedvelő Krisztina királynő utasítására.
Hogy a kiállítótermek ne sokáig álljanak pusztán, III. Ferdinánd 1650-ben megvette Buckingham hercegének magángyűjteményét, amit nem sokkal követett Leopold Vilmos antwerpeni hercegérsek gyűjteményének felvásárlása. Ezt az egészen kiemelkedő alkotásokból álló képgyűjteményt Bécsben helyezték el. Hogy megtöltsék a volt prágai képtár üresen tátongó termeit, áthoztak egy sor képet Bécsből, közülük többet a Leopold Vilmos-féle gyűjteményből. Ez a második prágai képtár azonban hasonló sorsra jutott, mint Rudolf-féle elődje. Mivel a Habsburgok „hivatalos” gyűjteménye Bécsben volt (a Stallburgban majd a Belvedere palotában) VI. Károly császár (II. Károly cseh király) uralkodása alatt a legértékesebb képeket átszállították Prágából Bécsbe. A császári kincstár fizetési nehézségeit enyhítendő több képet a legnagyobb titokban Drezdában értékesítettek (1742, 1749). Amikor Niccolò Pacassi elkezdte a vár Mária Terézia-féle átépítését, a képtárat bezárták, és a megmaradt képekkel az Új palota lakrészeit és szalonjait díszítették. Hogy elférjenek a számukra kijelölt, egyenméretű helyeken, több képet körülnyírtak.
A Habsburgok bécsi gyűjteményének megalapítása után újabb műtárgyakat szállítottak át a császárvárosba, némelyik „meghagyott” kép értékét viszont igencsak megnövelte, hogy a szakértők megállapították, ki is volt a korábban anonimnak elkönyvelt festő. Egy sor értékes alkotást a Prágai Nemzeti Galéria elődjétől, a Cseh Művészetpártoló Társaság galériájától kölcsönöztek ki a 18. század végén.
A tárgyak „utaztatása” (Bécs és Prága között) a 20. század elején ért véget. Az első Csehszlovákia megalakulása után felmérték a várnegyed kincseit, és kiderült, hogy a várban oly kevés festmény maradt, hogy az gyűjteménynek nem nevezhető. Ezért 1930-ban Tomáš Garrigue Masaryk kezdeményezésére hozzáláttak a meglévő készlet bővítéséhez. A cseh barokk festmények mellett főleg 19. és 20. századi mesterek munkáit vásárolták. 1962-ben úgy ítélték, hogy egy szocialista ország köztársasági elnökének hivatalába nem valók a régi mesterek képei, és azokat az Opočno falu kastélyában kialakított raktárba szállították át. A modern műalkotásokat a Nemzeti Galériának adták át. Ez az állapot rövid ideig tartott, mert a történészek, művészettörténészek munkája, valamint a régészek kutatásai felhívták a figyelmet a képtár fontosságára, és ezért azt 1965-ben újra megnyitották azokban a termekben, amelyekben eredetije is volt.
1998-ban a Várigazgatóság teljesen felújíttatta a kiállítási területet és megnyitotta a vár Új Képtárát. Ehhez beszerezték az eredeti, Rudolf-féle gyűjtemény néhány darabját. A kiállítás 2016-os állapotában 107 festményt és 3 szobrot mutatnak be; ezek a több mint 4000 műtárgyból álló gyűjtemény legszebb, illetve legértékesebb darabjai. Itt látható egyebek között:
- Adriaen de Vries II. Rudolfról készített mellszobrának másolata;
- Tiziano: Öltözködő nő,
- Rubens: Az olümposzi istenek,
- Guido Reni: Nesszosz kentaur elrabolja Deianeirát,
- Theodoric mester, Paolo Veronese, több cseh barokk festő, valamint Ján Kupecký és Petr Brandl képei.

## Látogatása
Mivel ma is ebben az épületegyüttesben van a cseh államfő (köztársasági elnök) rezidenciája és hivatala, a palota nagy része általában nem látogatható, csak két nemzeti ünnepen:
- a (német megszállás alóli) Felszabadulás napján májusban és
- Csehszlovákia megalakulásának napján októberben,

de akkor is csak korlátozott számban.
Megtekinthető viszont a Várgaléria kiállítása:
- a nyári időszakban )április–október) 9:00 – 18:00 között;
- télen 9:00 – 16:00 között.

Belépti díjak 2016-ban:
- teljes árú: 150 korona;
- kedvezményes (gyermek, diák, nyugdíjas, mozgássérült): 80 korona;
- családi: 200 korona,
- 6 évesnél kisebb gyermekeknek ingyen.

Túravezetés:
- csehül: 50 korona/fő/óra,
- más nyelveken: 100 korona/fő/óra.

A vezetett túra kb. egy óra hosszú. A képtár akadálymentesített.

## Fordítás
Ez a szócikk részben vagy egészben  a   Nový královský palác című cseh Wikipédia-szócikk ezen változatának fordításán alapul.  Az eredeti cikk szerkesztőit annak laptörténete sorolja fel. Ez a jelzés csupán a megfogalmazás eredetét és a szerzői jogokat jelzi, nem szolgál a cikkben szereplő információk forrásmegjelöléseként.